# Nuckö kommun
Nuckö kommun (estniska: Noarootsi vald) är en kommun i Estland. Den ligger i Läänemaa, i den västra delen av landet, 70 km sydväst om huvudstaden Tallinn.
Kommunen omfattar halvön Nuckö, ett ungefär dubbelt så stort område på fastlandet nordöst om halvön samt ön Odensholm. 

## Historia
Före andra världskriget var Nuckö, såväl halvön som de kustbyar som ingår i dagens kommun, jämte Ormsö centrum för estlandssvenskarna. Dessa har en tusenårig historia inom det område som idag utgör kommunen, trots att det enbart var en del av det svenska riket under perioden 1561-1720. De flesta estlandssvenskar lämnade Estland i samband med Sovjetunionens annektering 1944. Se vidare under artikeln Nuckö.

## Tabell över byar i Nuckö kommun
Kommunens administrativa centrum är Birkas (Pürksi). Bland övriga samhällen finns Sutlep (Sutlepa) som är den största byn på fastlandssidan. Sutlep ligger vid Sutlepsjön som förr var en del av det idag uppgrundade sund som skilde Nuckö från fastlandet.  
| Estniska namn  | svenska namn | estlands- svenskt uttal | del        | 2006 | 2007 | 2008 | 2009 | 2010 | 2011 |
| -------------- | ------------ | ----------------------- | ---------- | ---- | ---- | ---- | ---- | ---- | ---- |
| Aulepa         | Dirslätt     | dihlet                  | fastlandet | 17   | 18   | 17   | 17   | 19   | 19   |
| Dirhami        | Derhamn      | de:ram                  | fastlandet | 20   | 20   | 20   | 20   | 19   | 20   |
| Einbi          | Enby         | einbi                   | Nuckö      | 29   | 30   | 31   | 31   | 33   | 31   |
| Elbiku         | Ölbäck       | älbicken                | fastlandet | 38   | 37   | 37   | 39   | 30   | 31   |
| Hara           | Harga        |                         | Nuckö      | 40   | 40   | 41   | 42   | 40   | 41   |
| Hosby          | Hosby        | ho:sbi                  | Nuckö      | 30   | 30   | 29   | 28   | 29   | 25   |
| Höbringi       | Höbring      | hubring, höbring        | fastlandet | 17   | 15   | 15   | 15   | 13   | 13   |
| Kudani         | Gutanäs      | gutanes, gudanes        | Nuckö      | 13   | 15   | 22   | 24   | 20   | 18   |
| Kulani         | Kolnäs       | kolanes                 | Nuckö      |      |      |      |      |      |      |
| Luksi          | Lukslaggen   | lukslagge               | fastlandet |      |      |      |      |      |      |
| Metsküla       | Derskogen    |                         | fastlandet |      |      |      |      |      |      |
| Osmussaar      | Odensholm    | o:tshålm                | Odensholm  | 2    | 2    | 2    | 2    | 2    | 6    |
| Paslepa        | Pasklep      | pasjk(l)op              | Nuckö      | 77   | 74   | 87   | 92   | 90   | 95   |
| Pürksi         | Birkas       |                         | Nuckö      | 254  | 258  | 242  | 234  | 239  | 234  |
| Pöia           | Paj          |                         | fastlandet |      |      |      |      |      |      |
| Riguldi        | Rickul       | rikol                   | fastlandet | 24   | 22   | 23   | 22   | 21   | 21   |
| Rooslepa       | Roslep       | rolop, rohlop           | fastlandet | 41   | 34   | 34   | 33   | 31   | 31   |
| Roosta         | Rosta        |                         | fastlandet |      |      |      |      |      |      |
| Saare          | Lyckholm     | lickeshålm              | Nuckö      | 21   | 21   | 22   | 22   | 23   | 23   |
| Spithami       | Spithamn     | spitam(b)               | fastlandet | 12   | 9    | 12   | 13   | 16   | 20   |
| Sutlepa        | Sutlep       | sutlop                  | fastlandet | 152  | 152  | 144  | 141  | 134  | 133  |
| Suur-Nõmmküla  | Klottorp     | klottap                 | fastlandet | 13   | 16   | 14   | 13   | 12   | 12   |
| Tahu           | Skåtanäs     |                         | Nuckö      | 21   | 22   | 20   | 23   | 24   | 24   |
| Telise         | Tällnäs      |                         | Nuckö      |      |      |      |      | 12   | 11   |
| Tuksi          | Bergsby      | bäsjpe                  | fastlandet | 12   | 10   | 16   | 11   | 15   | 18   |
| Vanaküla       | Gambyn       | gamben                  | fastlandet | 25   | 25   | 13   | 13   | 9    | 9    |
| Väike-Nõmmküla | Persåker     | päsjokul                | fastlandet | 19   | 21   | 23   | 24   | 23   | 24   |
| Vööla          | Bysholm      | bishålm                 | Nuckö      |      |      |      |      |      |      |
| Österby        | Österby      | eistorbi                | Nuckö      | 41   | 40   | 44   | 42   | 41   | 38   |